# دریم تیتر (آلبوم)
| بررسی انتقادی | بررسی انتقادی |
| منبع          | رتبه‌بندی      |
| ------------- | ------------- |
| آل‌میوزیک      | [ ۱ ]         |
| Grantland     | مثبت          |
| Loudwire      | [ ۳ ]         |
| پاپ‌مترز       | ۳/۱۰          |
| Revolver      | ۳٫۵/۵         |
| RTÉ.ie        | [ ۶ ]         |
| Sputnikmusic  | ۳٫۵/۵         |

دریم تیتر (انگلیسی: Dream Theater) دوازدهمین آلبوم استودیویی گروه پراگرسیو متال آمریکایی دریم تیتر است که در سپتامبر ۲۰۱۳ از طریق رودرانر رکوردز در سراسر جهان منتشر شد. این آلبوم بین ژانویه تا مه ۲۰۱۳ در لانگ آیلند نوشته، ضبط، میکس و مسترینگ شد، و در همان استودیویی بود که گروه آلبوم دگرگونی ناگهانی رویدادها (۲۰۱۱) را ساخت. این اولین آلبوم دریم تیتر است که درامر مایک منجینی در فرایند ترانه‌نویسی آن مشارکت دارد.